# Resolució 1917 del Consell de Seguretat de les Nacions Unides
La Resolució 1917 del Consell de Seguretat de les Nacions Unides fou adoptada per unanimitat el 22 de març de 2010. Després de recordar les seves resolucions anteriors sobre l'Afganistan, en particular les resolucions 1868 (2009), 1662 (2006) i 1659 (2006), el Consell va ampliar el mandat de la Missió d'Assistència de les Nacions Unides a l'Afganistan (UNAMA) fins al 23 de març de 2011 i va redactar el seu mandat per ajudar els esforços de recuperació dirigits pel govern.

## Observacions
El Consell va reconèixer que no hi havia una solució purament militar a la situació a l'Afganistan i va reiterar el seu suport al poble afganès en la reconstrucció del seu país. Es va donar suport al Compacte Afganistan, a l'Estratègia Nacional de Desenvolupament de l'Afganistan i a l'Estratègia Nacional de Control de Drogues. Es va destacar que el paper central de les Nacions Unides a Afganistan era promoure la pau i l'estabilitat liderant els esforços de la comunitat internacional. El Consell també va acollir amb beneplàcit el continu compromís de la comunitat internacional de donar suport a l'estabilitat i el desenvolupament del país, especialment aquells que augmentaven els esforços humanitaris i civils per ajudar al Govern de l'Afganistan i la seva gent.
La resolució va subratllar la necessitat d'un procés transparent, creïble i democràtic en el lideratge de les eleccions parlamentàries de 2010. El Consell també va reconèixer la naturalesa interconnectada dels desafiaments a l'Afganistan pel que fa als progressos realitzats en matèria de seguretat, governança, drets humans, estat de dret i desenvolupament, així com la lluita contra la corrupció política i els narcòtics i la transparència. Es va observar la necessitat d'una major cooperació entre la UNAMA i la Força Internacional d'Assistència i de Seguretat, respecte de la Resolució 1890 (2009).
També era important per al Consell la situació humanitària del país i el lliurament i la coordinació de l'assistència humanitària. Es va expressar preocupació per la situació de seguretat del país, en particular, l'augment de les activitats violentes i terroristes dels talibans, Al-Qaeda, grups armats il·legals, delinqüents i persones implicades en el tràfic d'estupefaents.

## Actes
El mandat de la UNAMA, tal com es detalla a les resolucions 1662, 1746 i 1806, es va ampliar fins al 23 de març de 2011. També es va guiar pel principi de reforçar la propietat afganesa amb un enfocament particular en:
(a) promoure un suport internacional més coherent per a les prioritats de desenvolupament i governança del Govern;
(b) reforçar la cooperació amb les forces de seguretat internacionals tal com es recomana en un informe del Secretari General de les Nacions Unides Ban Ki-moon;
(c) oferir serveis de divulgació i bons oficis per donar suport a la implementació dels programes de reconciliació i reintegració liderats per afganesos;
(d) recolzar i tenir en compte els progressos realitzats en els compromisos de reforma electoral acordats a la Conferència de Londres a principis de 2010;
(e) treballar en cooperació amb el Representant Especial del Secretari General per promoure els esforços humanitaris.
També va destacar la importància d'enfortir i ampliar la presència de la UNAMA i d'altres entitats de les Nacions Unides i va encoratjar al Secretari General a continuar els seus esforços actuals per adoptar mesures per abordar els problemes de seguretat associats a aquest reforçament i expansió. El Consell també va abordar la lluita contra la producció d'opi, el respecte als drets humans, la protecció dels treballadors humanitaris, el desminatge, la cooperació regional i la millora de les capacitats de la Policia Nacional Afganesa i l'Exèrcit Nacional Afganès.